# Alice xứ Battenberg
Alice xứ Battenberg (Victoria Alice Elizabeth Julia Marie; 25 tháng 2 năm 1885 - 5 tháng 12 năm 1969), được biết đến là mẹ của Vương tế Philip - chồng của Nữ vương Elizabeth II của Anh.
Alice được sinh ra tại Lâu đài Windsor trước sự chứng kiến của bà cố, Nữ vương Victoria. Bà ngoại bà, Vương nữ Alice của Vương quốc Anh, là người con gái mà Nữ vương Victoria yêu quý nhất. Dù được nhận xét là xinh đẹp, song Alice bị điếc bẩm sinh. Khi trưởng thành, Alice lớn lên ở Vương quốc Anh, sau đó là Đế quốc Đức và vùng Vịnh của Địa Trung Hải. Bà là thành viên của gia tộc Battenberg, một nhánh của nhà Hesse-Darmstadtt đứng đầu Đại Công quốc Hessen.
Năm 1903, bà kết hôn với Andreas của Hy Lạp và Đan Mạch, con của Georgios I của Hy Lạp. Do Andrew không có tước phong độc lập, Alice được biết đến chính thức trong triều và vẫn hay được gọi là Vương tử phi Andreas của Hy Lạp và Đan Mạch. Bà trải qua cuộc sống ở Hy Lạp cho đến khi chế độ quân chủ bị giải thể vào năm 1917, và dù năm sau đó gia đình bà đã có thể trở về Hy Lạp, nhưng Vương tử Andrew lại dính nghi án khiến Hy Lạp thất bại trong Chiến tranh Hy Lạp - Thổ Nhĩ Kỳ (1919 - 1922), gia đình bà một lần nữa bị lưu đày cho đến khi xảy ra sự kiện Khôi phục nền quân chủ Hy Lạp năm 1936.
Năm 1930, Alice bị chẩn đoán mắc chứng tâm thần phân liệt và bị đưa vào một trại điều trị ở Thụy Sĩ, và từ đó bà gần như ly thân với chồng mình. Sau khi hồi phục, Alice dành quãng đời còn lại của mình vào việc từ thiện và cứu trợ tại Hy Lạp, và sống tại Athens suốt Thế chiến thứ hai. Trong Thế chiến, bà nổi tiếng vì cứu giúp những người tị nạn gốc Do Thái, một hành động khiến bà được vinh danh huy chương Người dân ngoại công chính bởi Yad Vashem, trở thành một hình tượng đầy nhân văn trong mắt người Do Thái qua việc tưởng nhớ nạn nhân của nạn diệt chủng Holocaust.
Sau chiến tranh, bà thành lập một Nhà thờ Chính Thống giáo phương Đông, nơi chấp nhận những Nữ tu và được biết đến là [Christian Sisterhood of Martha and Mary]. Khi sự kiện Chính quyền quân sự Hy Lạp diễn ra năm 1967, bà được con trai là Vương tế Philip và con dâu là Nữ vương Elizabeth mời đến Anh, nơi mà bà sống yên ổn và lặng lẽ qua đời 2 năm sau đó.

## Thời thơ ấu
Alice xứ Battenberg (Victoria Alice Elizabeth Julia Marie; 25 tháng 2 năm 1885 – 5 tháng 12 năm 1969) được sinh ra tại Lâu đài Windsor trước sự chứng kiến của bà cố, Nữ vương Victoria của Anh. Cha bà là Louis xứ Battenberg, mẹ bà là Victoria của Hessen và Rhein (cháu ngoại của Nữ vương Victoria), do đó, Alice vừa là thành viên của nhà Battenberg vừa là thành viên của nhà Windsor, chắt của Nữ vương Victoria.
Các em của bà là Louise, George, và Louis, lần lượt sau này là Vương hậu Thụy Điển, Hầu tước xứ Milford Haven, và Bá tước Mountbatten của Miến Điện. Mẹ của Alice nhận thấy bà học nói khá chậm và càng quan tâm hơn về vấn đề này bởi cách phát âm không rõ ràng của bà. Cuối cùng, bà nội bà là Julia, Nữ Thân vương xứ Battenberg, nhận ra vấn đề và đưa bà đến gặp một bác sĩ chuyên về tai, Alice được chẩn đoán bị điếc bẩm sinh. Nhận được sự khích lệ từ mẹ, Alice học tiếng Anh và tiếng Đức. Ngoài ra, bà được dạy tiếng Pháp bởi giáo viên riêng. Sau khi đính hôn, bà còn học thêm tiếng Hy Lạp. Bà làm phù dâu trong lễ cưới của Vương tôn George (sau này là Quốc vương George V) và Công nữ Mary xứ Teck vào năm 1893. Bà đã tham dự tang lễ của bà cố, Nữ vương Victoria, tại Nhà nguyện Thánh George, Lâu đài Windsor một vài tuần trước sinh nhật thứ mười sáu.

## Hôn nhân
Alice gặp Vương tử Andreas của Hy Lạp và Đan Mạch, con trai thứ tư của Quốc vương Georgios I của Hy Lạp và Vương hậu Olga, trong lễ đăng quang của Quốc vương Edward VII vào năm 1902. Cặp đôi kết hôn vào ngày 6 tháng 10 năm 1903 tại Darmstadt. Bà nhận thêm danh hiệu của chồng, trở thành [Vương tử phi Andreas của Hy Lạp và Đan Mạch]. Sau khi kết hôn, Vương tử Andreas tiếp tục sự nghiệp của mình trong quân đội và Vương tử phi Andreas bắt đầu tham gia vào các công việc từ thiện. Năm 1908, bà đến Đế quốc Nga để tham dự lễ cưới của Nữ Đại Công tước Maria Pavlovna của Nga với Vương tử Wilhelm của Thụy Điển. Tại đây, bà có dịp trò chuyện với Elisabeth của Hessen và Rhein, người dì bị ám sát đúng mười năm sau đó cùng với các thành viên nhà Romanov.

## Thế chiến II
Trong Thế chiến II, Alice bị đưa vào thế khó khi có con rể chiến đấu bên phía Đức và con trai chiến đấu trong Hải quân Hoàng gia Anh. Bà và chị dâu, Vương tử phi Nicholas của Hy Lạp và Đan Mạch, sống ở Athens trong suốt thời gian của cuộc chiến, trong khi hầu hết hoàng gia Hy Lạp sống lưu vong ở Nam Phi. Alice làm việc cho Hội Chữ thập đỏ, trong đó công việc của bà là giúp tổ chức nấu súp cho người dân và lấy lý do đến thăm em gái Louise để tới Thụy Điển mang về các dụng cụ y tế. Bà lập ra chỗ ẩn náu cho trẻ mồ côi và chôn cất trẻ em thiệt mạng trong chiến tranh, ngoài ra bà còn xây dựng nhà tình thương cho dân nghèo.
Khi Athens được giải phóng vào tháng 10 năm 1944, Harold Macmillan đã đến thăm Alice và mô tả bà "sống trong điều kiện khiêm tốn, nếu không nói là hơi bẩn thỉu". Trong một lá thư gửi con trai, bà thừa nhận rằng trong tuần cuối cùng trước khi giải phóng, bà không có thức ăn nào ngoài bánh mì và bơ, thậm chí không có thịt ăn trong vài tháng. Đến đầu tháng 12, tình hình ở Athens vẫn không được cải thiện, du kích cộng sản (ELAS) lúc bấy giờ đang chiến đấu với quân đội Anh để kiểm soát thủ đô. Khi cuộc chiến vẫn tiếp diễn, Alice nhất quyết đi ra đường phân phát khẩu phần ăn cho cảnh sát và trẻ em, mặc kệ lệnh giới nghiêm.
Năm 1947, Alice trở về Anh để tham dự lễ cưới của người con trai duy nhất, Philip, với Vương nữ Elizabeth (sau này là Nữ vương Elizabeth II), con cả của Quốc vương George VI. Trước đó, vì lý do tài chính hạn hẹp, Philip đã đến xin mẹ giúp đỡ và Alice đã trao lại cho con trai 1 chiếc vương miện của bà. Philip đã lấy 6 viên kim cương trên vương miện để thiết kế nhẫn cầu hôn Elizabeth. Trong ngày cưới, Vương tử phi Andrew ngồi hàng đầu bên phía gia đình của mình ở phía Bắc của Tu viện Westminster, đối diện với Quốc vương George VI, Vương hậu Elizabeth và Thái hậu Mary. Các con gái của bà không được mời đến lễ cưới vì tinh thần bài trừ Đức sau Thế chiến II.
Vào tháng 1 năm 1949, bà thành lập dòng điều dưỡng nữ tu Chính thống Hy Lạp, nữ tu Thiên chúa giáo của Martha và Mary, lấy hình mẫu từ tu viện mà dì của bà, Elizabeth Feodorovna đã thành lập ở Nga vào năm 1909. Ngày 2 tháng 6 năm 1953, Alice tham dự lễ đăng quang của con dâu, Nữ vương Elizabeth II, tại Tu viện Westminster. Bà mặc một bộ lễ phục xám và đội khăn trùm đầu theo phong cách nữ tu.

## Tước hiệu, tước vị và danh hiệu

### Tước hiệu
- 25 tháng 2 năm 1885 – 6 tháng 10 năm 1903: Her Serene Highness Princess Alice xứ Battenberg[21]
- 6 tháng 10 năm 1903 – 5 tháng 12 năm 1969: Her Royal Highness Vương tử phi Andreas của Hy Lạp và Đan Mạch
- Từ năm 1949 đến khi mất, đôi khi bà được gọi là Mother Superior Alice-Elizabeth[20]

### Danh hiệu
- Đại Công quốc Hessen: Quý bà của Huân chương Sư tử Vàng
- Đại Quý bà của Huân chương Thánh Olga và Sophia (1903)[22]
- Chữ thập đỏ Hoàng gia (1913)
- Quý bà của Huân chương Vương hậu Maria Luisa (9 tháng 4 năm 1928)[23]

Truy tặng:
- Người dân ngoại công chính (1993)

## Tổ tiên
| \| \| \| \| \| \| \| \| \| \| \| 8. Louis II, Đại Công tước xứ Hesse và Rhine[24] \| \| \| \| \| \| \| \| \| \| \| \| \| \| \| \| \| \| \| \| \| \| \| \| \| \| \| \| \| \| \| \| \| \| \| \| \| \| \| \| \| \| \| \| \| \| \| \| \| \| \| 4. Alexander xứ Hessen và Rhein[25] \| \| \| \| \| \| \| \| \| \| \| \| \| \| \| \| \| \| \| \| \| \| \| \| \| \| \| \| \| \| \| \| \| \| \| \| \| \| \| \| \| \| \| \| \| \| \| \| \| \| \| \| \| \| \| \| \| \| \| \| 9. Princess Wilhelmine của Baden[24] \| \| \| \| \| \| \| \| \| \| \| \| \| \| \| \| \| \| \| \| \| \| \| \| \| \| \| \| \| \| \| \| \| \| \| \| \| \| \| \| \| \| \| \| \| \| \| \| \| \| \| \| \| \| \| \| \| \| \| \| 2. Louis xứ Battenberg \| \| \| \| \| \| \| \| \| \| \| \| \| \| \| \| \| \| \| \| \| \| \| \| \| \| \| \| \| \| \| \| \| \| \| \| \| \| \| \| \| \| \| \| \| \| \| \| \| \| \| \| \| \| \| \| \| \| \| \| 10. Bá tước John Maurice Hauke[26] \| \| \| \| \| \| \| \| \| \| \| \| \| \| \| \| \| \| \| \| \| \| \| \| \| \| \| \| \| \| \| \| \| \| \| \| \| \| \| \| \| \| \| \| \| \| \| \| \| \| \| \| \| \| \| \| \| \| \| \| 5. Julia Hauke, Thân vương xứ Battenberg[25] \| \| \| \| \| \| \| \| \| \| \| \| \| \| \| \| \| \| \| \| \| \| \| \| \| \| \| \| \| \| \| \| \| \| \| \| \| \| \| \| \| \| \| \| \| \| \| \| \| \| \| \| \| \| \| \| \| \| \| \| 11. Sophie Lafontaine[26] \| \| \| \| \| \| \| \| \| \| \| \| \| \| \| \| \| \| \| \| \| \| \| \| \| \| \| \| \| \| \| \| \| \| \| \| \| \| \| \| \| \| \| \| \| \| \| \| \| \| \| \| \| \| \| \| \| \| \| \| 1. Alice xứ Battenberg \| \| \| \| \| \| \| \| \| \| \| \| \| \| \| \| \| \| \| \| \| \| \| \| \| \| \| \| \| \| \| \| \| \| \| \| \| \| \| \| \| \| \| \| \| \| \| \| \| \| \| \| \| \| \| \| \| \| \| \| 12. Công tử Charles của Hesse và Rhine[27] \| \| \| \| \| \| \| \| \| \| \| \| \| \| \| \| \| \| \| \| \| \| \| \| \| \| \| \| \| \| \| \| \| \| \| \| \| \| \| \| \| \| \| \| \| \| \| \| \| \| \| \| \| \| \| \| \| \| \| \| 6. Louis IV, Đại Công tước xứ Hesse và by Rhine[28] \| \| \| \| \| \| \| \| \| \| \| \| \| \| \| \| \| \| \| \| \| \| \| \| \| \| \| \| \| \| \| \| \| \| \| \| \| \| \| \| \| \| \| \| \| \| \| \| \| \| \| \| \| \| \| \| \| \| \| \| 13. Vương tôn nữ Elisabeth của Phổ[27] \| \| \| \| \| \| \| \| \| \| \| \| \| \| \| \| \| \| \| \| \| \| \| \| \| \| \| \| \| \| \| \| \| \| \| \| \| \| \| \| \| \| \| \| \| \| \| \| \| \| \| \| \| \| \| \| \| \| \| \| 3. Victoria của Hessen và Rhein \| \| \| \| \| \| \| \| \| \| \| \| \| \| \| \| \| \| \| \| \| \| \| \| \| \| \| \| \| \| \| \| \| \| \| \| \| \| \| \| \| \| \| \| \| \| \| \| \| \| \| \| \| \| \| \| \| \| \| \| 14. Albrecht xứ Sachsen-Coburg và Gotha[28] \| \| \| \| \| \| \| \| \| \| \| \| \| \| \| \| \| \| \| \| \| \| \| \| \| \| \| \| \| \| \| \| \| \| \| \| \| \| \| \| \| \| \| \| \| \| \| \| \| \| \| \| \| \| \| \| \| \| \| \| 7. Alice của Liên hiệp Anh[28] \| \| \| \| \| \| \| \| \| \| \| \| \| \| \| \| \| \| \| \| \| \| \| \| \| \| \| \| \| \| \| \| \| \| \| \| \| \| \| \| \| \| \| \| \| \| \| \| \| \| \| \| \| \| \| \| \| \| \| \| 15. Victoria của Liên hiệp Anh[28] \| \| \| \| \| \| \| \| \| \| \| \| \| \| \| \| \| \| \| \| \| \| \| \| \| \| \| \| \| \| \| \| \| \| \| \| \| \| \| \| \| \| \| |                                                 |  |  |  |  |  |  |  |  |                                              |  |  |  |
| |                                                 |  |  |  |  |  |  |  |  | 8. Louis II, Đại Công tước xứ Hesse và Rhine |  |  |  |
| |                                                 |  |  |  |  |  |  |  |  |                                              |  |  |  |
| |                                                 |  |  |  |  |  |  |  |  |                                              |  |  |  |
| |                                                 |  |  |  |  |  |  |  |  |                                              |  |  |  |
| | 4. Alexander xứ Hessen và Rhein                 |  |  |  |  |  |  |  |  |                                              |  |  |  |
| |                                                 |  |  |  |  |  |  |  |  |                                              |  |  |  |
| |                                                 |  |  |  |  |  |  |  |  |                                              |  |  |  |
| |                                                 |  |  |  |  |  |  |  |  |                                              |  |  |  |
| | 9. Princess Wilhelmine của Baden                |  |  |  |  |  |  |  |  |                                              |  |  |  |
| |                                                 |  |  |  |  |  |  |  |  |                                              |  |  |  |
| |                                                 |  |  |  |  |  |  |  |  |                                              |  |  |  |
| |                                                 |  |  |  |  |  |  |  |  |                                              |  |  |  |
| | 2. Louis xứ Battenberg                          |  |  |  |  |  |  |  |  |                                              |  |  |  |
| |                                                 |  |  |  |  |  |  |  |  |                                              |  |  |  |
| |                                                 |  |  |  |  |  |  |  |  |                                              |  |  |  |
| |                                                 |  |  |  |  |  |  |  |  |                                              |  |  |  |
| | 10. Bá tước John Maurice Hauke                  |  |  |  |  |  |  |  |  |                                              |  |  |  |
| |                                                 |  |  |  |  |  |  |  |  |                                              |  |  |  |
| |                                                 |  |  |  |  |  |  |  |  |                                              |  |  |  |
| |                                                 |  |  |  |  |  |  |  |  |                                              |  |  |  |
| | 5. Julia Hauke, Thân vương xứ Battenberg        |  |  |  |  |  |  |  |  |                                              |  |  |  |
| |                                                 |  |  |  |  |  |  |  |  |                                              |  |  |  |
| |                                                 |  |  |  |  |  |  |  |  |                                              |  |  |  |
| |                                                 |  |  |  |  |  |  |  |  |                                              |  |  |  |
| | 11. Sophie Lafontaine                           |  |  |  |  |  |  |  |  |                                              |  |  |  |
| |                                                 |  |  |  |  |  |  |  |  |                                              |  |  |  |
| |                                                 |  |  |  |  |  |  |  |  |                                              |  |  |  |
| |                                                 |  |  |  |  |  |  |  |  |                                              |  |  |  |
| | 1. Alice xứ Battenberg                          |  |  |  |  |  |  |  |  |                                              |  |  |  |
| |                                                 |  |  |  |  |  |  |  |  |                                              |  |  |  |
| |                                                 |  |  |  |  |  |  |  |  |                                              |  |  |  |
| |                                                 |  |  |  |  |  |  |  |  |                                              |  |  |  |
| | 12. Công tử Charles của Hesse và Rhine          |  |  |  |  |  |  |  |  |                                              |  |  |  |
| |                                                 |  |  |  |  |  |  |  |  |                                              |  |  |  |
| |                                                 |  |  |  |  |  |  |  |  |                                              |  |  |  |
| |                                                 |  |  |  |  |  |  |  |  |                                              |  |  |  |
| | 6. Louis IV, Đại Công tước xứ Hesse và by Rhine |  |  |  |  |  |  |  |  |                                              |  |  |  |
| |                                                 |  |  |  |  |  |  |  |  |                                              |  |  |  |
| |                                                 |  |  |  |  |  |  |  |  |                                              |  |  |  |
| |                                                 |  |  |  |  |  |  |  |  |                                              |  |  |  |
| | 13. Vương tôn nữ Elisabeth của Phổ              |  |  |  |  |  |  |  |  |                                              |  |  |  |
| |                                                 |  |  |  |  |  |  |  |  |                                              |  |  |  |
| |                                                 |  |  |  |  |  |  |  |  |                                              |  |  |  |
| |                                                 |  |  |  |  |  |  |  |  |                                              |  |  |  |
| | 3. Victoria của Hessen và Rhein                 |  |  |  |  |  |  |  |  |                                              |  |  |  |
| |                                                 |  |  |  |  |  |  |  |  |                                              |  |  |  |
| |                                                 |  |  |  |  |  |  |  |  |                                              |  |  |  |
| |                                                 |  |  |  |  |  |  |  |  |                                              |  |  |  |
| | 14. Albrecht xứ Sachsen-Coburg và Gotha         |  |  |  |  |  |  |  |  |                                              |  |  |  |
| |                                                 |  |  |  |  |  |  |  |  |                                              |  |  |  |
| |                                                 |  |  |  |  |  |  |  |  |                                              |  |  |  |
| |                                                 |  |  |  |  |  |  |  |  |                                              |  |  |  |
| | 7. Alice của Liên hiệp Anh                      |  |  |  |  |  |  |  |  |                                              |  |  |  |
| |                                                 |  |  |  |  |  |  |  |  |                                              |  |  |  |
| |                                                 |  |  |  |  |  |  |  |  |                                              |  |  |  |
| |                                                 |  |  |  |  |  |  |  |  |                                              |  |  |  |
| | 15. Victoria của Liên hiệp Anh                  |  |  |  |  |  |  |  |  |                                              |  |  |  |
| |                                                 |  |  |  |  |  |  |  |  |                                              |  |  |  |
| |                                                 |  |  |  |  |  |  |  |  |                                              |  |  |  |

## Hậu duệ
| Tên                                              | Chân dung | Ngày sinh và ngày mất                                | Ghi chú |
| ------------------------------------------------ | --------- | ---------------------------------------------------- | --- |
| Margarita, Thân vương phi Hohenlohe-Langenburg   |           | 18 tháng 4 năm 1905 - 24 tháng 4 năm 1981 (76 tuổi)  | Kết hôn với Gottfried, Thân vương xứ Hohenlohe-Langenburg. |
| Theodora, Phiên địa Bá tước phu nhân của Baden   |           | 30 tháng 5 năm 1906 - 16 tháng 10 năm 1969 (63 tuổi) | Kết hôn với Berthold, Phiên địa Bá tước của Baden. Có hậu duệ. |
| Cecilie, Đại Công Thế tử phi của Hessen và Rhein |           | 22 tháng 6 năm 1911 - 16 tháng 11 năm 1937 (26 tuổi) | Kết hôn với Georg Donatus, Đại Công Thế tử của Hessen và Rhein. Có hậu duệ. Toàn bộ gia đình đều chết (cả 3 con trai của bà) trong một vụ tai nạn máy bay. Con gái, Đại Công tôn nữ Johanna tuy không bị chết vì tai nạn, song cũng qua đời do viêm màng não. |
| Sophie, Vương nương George xứ Hannover           |           | 26 tháng 6 năm 1914 - 24 tháng 11 năm 2001 (87 tuổi) | - Kết hôn (1) Prince Christoph của Hessen. Có hậu duệ. - Kết hôn (2) Prince George William của Hanover. Có hậu duệ. |
| Philippos, Công tước xứ Edinburgh                |           | 10 tháng 6 năm 1921 - 9 tháng 4 năm 2021 (99 tuổi)   | Kết hôn với Elizabeth II của Liên hiệp Anh. Có hậu duệ. |